# Statuia lui Zeus din Olympia

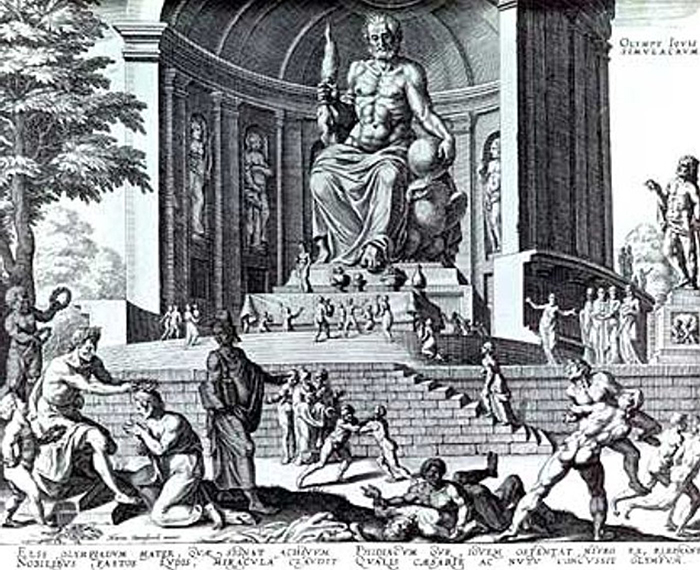
Statuia lui Zeus;
gravură din secolul al XVI-lea.

Statuia lui Zeus este una dintre cele șapte minuni ale lumii antice, sculptată în tehnica criselefantină, în fildeș ornată cu aur și având o structură internă din lemn. Statuia, cu o înălțime estimată la aproximativ 13 m, a fost realizată de către sculptorul Phidias în preajma anului 435 î.Hr. în orașul Olympia din Grecia. Pentru adăpostirea statuii a fost construit un templu.
Se crede că în anul 394 d.Hr. statuia a fost transportată la Constantinopol, unde avea să fie distrusă de un incendiu în anul 475.
În 1958 a fost descoperit la Olympia și atelierul lui Phidias unde s-a lucrat la realizarea statuii și au putut fi identificate câteva din tehnicile de lucru (ulterior atelierul a fost transformat într-o bazilică creștină, în prezent ruinată).

## Cadru istoric și geografic

### Olympia
Localitatea Olympia era situată în partea de vest a Peloponezului, la aproximativ 10 km de țărmul mării Ionice, la confluența fluviului Alfeu cu râul Cladeos. Așezată pe partea dreaptă a fluviului, la poalele muntelui Cronion, într-un peisaj mereu verde, Olympia nu a fost niciodată un oraș propriu-zis, ci un vast sanctuar, unde temple, altare și clădiri publice, consacrate diferitelor zeități, se aflau reunite sub conducerea spirituală atribuită lui Zeus.
La origine, Olympia era un centru pur religios, de importanță locală, apoi faima sa a crescut prin Jocurile Olimpice, la care s-a adăugat importanța politică a sanctuarului; a devenit cu timpul un centru diplomatic, în care se hotăra uneori soarta statelor grecești. 
Conform legendelor, ținutul Olympia fusese cucerit de dorieni, conduși de către eroul Heracles (Hercule). Ei au trasat limitele incintei sacre numită "Altis", denumire provenită din cuvântul altis, care înseamnă crâng sau dumbravă. În urma săpăturilor arheologice, s-a dovedit că incinta avea o formă trapezoidală, cu dimensiuni de aproximativ 200 m lungime și 175 m lățime. Pe această platformă, amenajată în terase, s-au construit în decursul timpurilor multe edificii sacre. În secolul al V-lea î.Hr. s-a construit marele templu al lui Zeus, Theokoleonul (locuințele preoților) și Prytaneion⁠(en)[traduceți]ul (unde era adăpostit focul sacru).

## Templul lui Zeus din Olympia
După victoria decisivă a grecilor, conduși de Temistocle, asupra perșilor, în bătălia navală de la Salamina (480 î.Hr.), s-a hotărât să fie construit la Olympia un templu consacrat lui Zeus, care să fie cel mai mare și mai bogat din Altis. El a fost construit de arhitectul Libon originar din Elida (Peloponez) și a fost terminat în anul 457 î.Hr. Templul a fost realizat în ordinul "doric peripter hexastil", cu șase coloane în fațada principală și câte treisprezece coloane pe fațadele laterale, cu dimensiuni de 67,12 m lungime, 27,68 m lățime și 20,25 m înălțime totală, până la partea superioară a frontonului (conform descrierii istoricului Pausanias). Templul era acoperit cu plăci de marmură de Naxos, iar frontonul de est, în loc de acrotera (mic piedestal servind ca suport statuilor, vaselor și altor ornamente), purta o Victorie aurită. Decorația sculpturală a celor două frontoane, executate se pare de Paeonios și Alcamenes, a făcut faima acestui templu. Interiorul era împărțit în trei zone: de la intrare până la a doua coloană era un spațiu liber, urma un spațiu închis până la cincea coloană, cu o balustradă de marmură; de la a cincea coloană până la peretele de vest, era așezată statuia lui Zeus pe un soclu din marmură albastră de Eleusis.

## Statuia lui Zeus - Descriere
Din măreața statuie ridicată lui Zeus la Olympia nu a rămas decât soclul. Aspectul ei ar fi rămas necunoscut, dacă Pausanias nu ne-ar fi lăsat bogata și amănunțita sa descriere.
Autorul acestei opere, Phidias, era atenian, prieten și sfătuitor al lui Pericle. Era deja cunoscut, după ce realizase cu puțin timp înainte statuia reprezentând pe Athena Parthenos din templul Parthenon de pe colina Acropolis din Atena. În mod asemănător, statuia lui Zeus a fost executată în tehnica criselefantină, din lemn îmbrăcat în foi de aur și cu plăci de fildeș.
După cum spune Pausanias, sculptorul a lucrat la opera sa într-o clădire care se afla la vest de Altis și care era cunoscută și șase secole mai târziu sub numele de "atelierul lui Phidias". El a avut drept colaboratori, un pictor - fratele său, Panaenos - și un gravor, Colotes, originar din insula Paros. După ce statuia a fost complet gata în atelier, ea a fost demontată și transportată piesă cu piesă în templu, unde a fost remontată pe soclul de marmură dinainte pregătit.
Statuia avea înălțimea de aprox. 13 m, iar soclul nu depășea 14 m, înfățișându-l pe Zeus așezat pe un tron cu un spătar înalt, bogat decorat. În mâna dreaptă ținea o statuie a zeiței Nike, lucrată în fildeș și aur, capul era încununat cu ramuri de măslin. În mâna stângă, Zeus ținea un sceptru pe care stătea un vultur de aur. O mantie îi cădea de pe umeri peste torsul gol și-i acoperea picioarele. Părțile corpului neacoperite erau de fildeș, picioarele erau rezemate pe un taburet, susținut în cele patru colțuri de sfincși de aur.
Tronul era bogat decorat, policrom, cu abanos, bronz, fildeș, aur, pietre prețioase și picturi. Pausanias descrie în amănunt toate picturile care împodobeau tronul și care reprezentau lupte legendare, figuri de zei și chiar scene din jocurile olimpice. Astfel, sub sfincșii care susțineau brațele tronului erau basoreliefuri care-i înfățișau pe Apollo și pe Artemis omorând copiii Niobei, pe traverse erau reprezentate lupte ale lui Heracles și ale lui Tezeu cu amazoanele, pe soclu, Afrodita ieșea din spuma mării.
Expresia feței lui Zeus imprima privitorului o profundă emoție. Forța și în același timp seninătatea au impresionat pe toți cei care au privit statuia și a căror părere s-a păstrat ca mărturie scrisă. 
În fața statuii exista un bazin care conținea uleiul necesar întreținerii, având în același timp și rolul unei enorme oglinzi în care se reflecta statuia. 
Publicul nu se putea apropia de statuie, nici nu o putea vedea în fiecare zi. Antioh al IV-lea Epifanul (175 - 164 î.Ch.), regele Siriei elenistice, a oferit templului o draperie de purpură, care a fost montată în fața statuii și nu era îndepărtată decât la solemnități. 
Lumina care pătrundea în templu și cea dată de flacăra parfumurilor care ardeau pe trepiede de bronz, era suficientă pentru a îmbrățișa toată măreția statuii. Umbre și lumini jucau pe sandalele de aur, prin cutele mantiei bogat drapate, pe torsul palid de fildeș, pierzându-se pe fața calmă și fruntea senină, în ochii care concentrau toată viața statuii.

## Cercetări arheologice

Resturile templului din Olympia unde a fost statuia lui Zeus

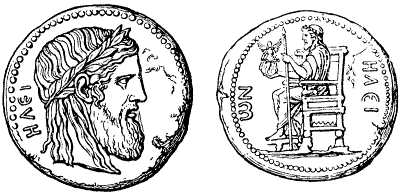
Monedă antică din timpul împăratului roman Hadrian, reprezentând statuia lui Zeus

Nu se cunosc cu siguranță împrejurările în care a dispărut opera lui Phidias. La aproape 60 de ani după terminarea lucrării, plăcile de fildeș au început să se desprindă, fiind nevoie de o restaurare. Se presupune că statuia ar fi fost distrusă o dată cu incendierea templului în anul 408 d.Hr. După unii cercetători, ea ar fi fost dusă la Constantinopol din ordinul împăratului Teodosiu al II-lea, unde ar fi fost distrusă de un incendiu în anul 475.
Deși templul a fost distrus aproape în întregime, au rămas totuși fundațiile, o parte din pardoseală și unele fragmente din coloane, din antablament și din frontoane, ceea ce a ajutat mult la reconstituirea lui. 
Lucrările arheologice au început la Olympia la începutul secolului al XIX-lea, descoperind - printre altele - în 1829 amplasamentul templului. În perioada 1875-1881, o misiune arheologică germană sub conducerea istoricului Ernest Curtius, a descoperit un mare număr de edificii și ansambluri, precum și un număr impresionant de obiecte, monede, inscripții, obiecte de ceramică. Cu această ocazie, s-au descoperit și numeroase fragmente ale templului lui Zeus precum și soclul statuii. 
În afară de descrierile amănunțite ale lui Pausanias, mai există un document destul de important, care permite cercetătorului modern să-și facă o idee generală asupra înfățișării statuii: o monedă de bronz din Elida, din timpul împăratului roman Hadrian (117-138). Un aspect general al statuii lui Zeus este redat și într-o pictură murală din epoca romană, descoperită în 1888 la Eleusis.